# Kryštof Jindřich Krakowský z Kolowrat
Kryštof Jindřich Krakovský z Kolovrat (uváděn 1549–2. června 1596) byl příslušník krakovské větve šlechtického rodu Kolovratů. V letech 1562–1571 byl hejtmanem rakovnického kraje.

## Život a rodina
Kryštof Jindřich se narodil kolem roku 1549, byl synem Albrechta II. z Kolowrat (uváděn 1503–1542) a hraběnky Barbory Šlikové (1542–1570). Poprvé se Kryštof Jindřich oženil před rokem 1558 s hraběnkou Kateřinou Šlikovou (1558 – 5. listopadu 1582). Měli spolu šest dětí: Albrechta (1558–1592), Jana Jindřicha (1584–1592), Alžbětu (1583–1597), Annu Marii (1583–1604), Abunda (1596–1604) a Maximiliána (1596–1644). Podruhé se oženil s Kateřinou Týřovskou z Einsiedel (uváděna 1588–1604). S ní měl další tři děti: Karla (1596–1628), Bohuslava Jiřího (1596–1638) a Annu Barboru (1622–1666). Kryštof Jindřich zemřel 2. června 1596, byl pohřben v kostele svatého Martina ve Všesulově, kde se dochoval jeho figurální náhrobek.

## Majetek
Když dosáhl plnoletosti, přikoupil ke zděděnému zboží od Zikmunda Chmelického z Chmelic a na Kožlanech ves Křekovice (1553/54) za 242,5 kop grošů. Vlastnil i ves Libín a Zdeslav a po dílu Holovous, Křešovic a Hlinče.
Dne 24. května 1570 koupil od Jana Újezdského z Červeného Újezda za 1 050 kop grošů českých krakovské panství, které vedle příslušných vsí obsahovalo především hrad Krakovec s krčmou, třemi chalupami a lázní (vše při hradu) a dále pivovar, mlýn pod hradem, louky, haltýře, chmelnice, cihelnu, tři potůčky a lesy kolem Zhoře a Rousínova. Tak se Krakovec dostal zpět do rukou rodu Krakovských z Kolovrat.
V letech 1570–1588 vlastnil Kryštof Jindřich statky Krakovec, Všesulov, Šípy a Vysokou Libyni. Jeho finanční poměry se musely zhoršit, protože v roce 1588 Krakovec s poněkud ztenčeným příslušenstvím zase prodal, a to císařskému radovi Radslavu Vchynskému z Vchynic na Teplici a Zahořanech za 1 250 kop grošů českých (vklad do desek zemských dne 11. února 1588).
Po prodeji dal Kryštof Jindřich postavit v letech 1588–1590 v Šípech tvrz, na níž se pak usadil. K Šípům pak připojil vsi Libyni, Zdeslav, Lhotu a Krakov, z nichž vytvořil šípský statek. Ve vsi Hluboký v lese zvaném Hlubocko (osm kilometrů jihovýchodně od Jesenice u Rakovníka) dal postavit ovčín s chalupou, který pojmenoval Zelený Důl.